# Ayman Taher
Ayman Taher Kandil (ur. 7 stycznia 1966) – piłkarz egipski grający na pozycji bramkarza.

## Kariera
W 1990 roku Taher został powołany przez selekcjonera Mahmouda El-Gohary'ego do kadry Egiptu na Mistrzostwa Świata we Włoszech. Tam zagrał rezerwowym bramkarzem dla Ahmeda Shobaira i nie rozegrał żadnego spotkania. Był wówczas zawodnikiem Zamalek SC.